# Інститут математики Національної академії наук Республіки Вірменія
Відділення математики і механіки було відкрите в новоствореній Академії наук Вірменської РСР в 1944 році. Пізніше відділення було перетворене на Інститут математики і механіки Академії наук Вірменської РСР. Першим директором інституту став математик, академік Арташес Шагінян, відомий своїми дослідженнями в галузі комплексного аналізу.
Інститут математики був виділений в окрему організацію в 1971 році. Посаду директора інституту займали академік Мхітар Джрбашян (1971—1989, почесний директор у 1989—1994), академік Норайр Аракелян (1989—1991, 1997—2006) академік Олександр Талалян (1991—1997). Великий вплив на науково-дослідну роботу інституту справили академіки Сергій Мергелян, Рафаель Александрян, Рубен Амбарцумян (вирішив четверту проблему Гільберта) і Анрі Нерсесян.
У перші роки роботи інститут займався переважно теорією функцій. З часом сфера досліджень розширилася і в даний час включає диференціальне та інтегральне числення, функціональний аналіз, теорію ймовірностей, інтегральну геометрію і математичну статистику.
В даний час[коли?] в інституті працює 25 постійних дослідників, а також дослідники-сумісники з Єреванського державного університету.